# Kaban
Kaban is een bestuurslaag in het regentschap Karo van de provincie Noord-Sumatra, Indonesië. Kaban telt 988 inwoners (volkstelling 2010).